# 中村英隆
中村 英隆（なかむら ひでたか、1974年7月28日 - ）は、日本のクリエイティブ・ディレクター、一級建築士。

## 略歴
兵庫県神戸市生まれ。白陵高等学校、早稲田大学建築学科、早稲田大学大学院建設工学修了。大学院時代は、古谷誠章研究室に所属していた。2000年電通入社。 コピーライター、CMプランナーを経て、クリエーティブ・ディレクターに。2020年、株式会社ASTERISK 設立。 Indeedのワンピースキャンペーンや、相鉄の「100 YEARS TRAIN」、富士急ハイランドのCM、WONDAのキャンペーンなど、 数々のヒットキャンペーンを手がけている。
また、テーマパークのアトラクション制作、コンテンツ制作、建築プロデュース、 企業のコミュニケーション・コンサルティングなど、幅広く活動している。
ACCゴールド、広告電通賞 最優秀賞、ADFEST、NY FESTIVAL、ADSTARS、BOVA、ギャラクシー賞など多数受賞。

## 主なCM作品
- コカ・コーラ　ジョージア「今日も上出来」シリーズ：舘ひろし　他
- コカ・コーラ　ジョージア「エメマンバトル」シリーズ：ダウンタウン　他
- 富士急ハイランド「鉄骨番長（CG人間）」[7]
- 富士急ハイランド「まともじゃない連休」[4]
- 富士急ハイランド「絶叫学割（絶叫上履き）」[5]
- 富士急ハイランド「絶叫満開」
- 富士急ハイランド「高飛車」
- 富士急ハイランド「絶望要塞」
- 富士急ハイランド「絶景か、絶叫か」
- 富士急ハイランド「学生コースター」
- 富士急ハイランド「ド・ドドンパ」
- 富士急ハイランド「ネガティ部」
- スターツ　ピタットハウス　本田翼CMシリーズ：本田翼、水野真紀
- 相鉄都心直通記念ムービー「100 YEARS TRAIN」：二階堂ふみ　染谷将太
- アサヒ飲料　WONDA「がんばる父はエライのだ」シリーズ：ビートたけし、劇団ひとり、ハライチ澤部、神木隆之介、川栄李奈
- アサヒ飲料　WONDA「タクシー」シリーズ：宮藤官九郎、神木隆之介
- アサヒ飲料　WONDA　「進撃のYOSHIKI」：YOSHIKI
- 日本郵便　「年賀状印刷マツコ」シリーズ:マツコ・デラックス
- サッポロビール　サッポロプラス 「国分太一　砂糖何個分」シリーズ：国分太一
- Indeed「仕事バイト探しはIndeed」シリーズ：斎藤工、泉里香、千鳥
- Indeed 「ワンピース」シリーズ：斎藤工、泉里香、千鳥大吾、窪塚洋介、池内博之、夏木マリ
- Indeed 「アフタ−６」シリーズ：斎藤工、泉里香、二階堂ふみ、他
- Indeed「CMオンエアバトル」シリーズ：千鳥、ジャルジャル、野性爆弾、笑い飯、銀シャリ、ミルクボーイ
- DAZN「#時代を変えろ」シリーズ：ロバート、三浦知良、槙野智章、内田篤人、中村憲剛、セルジオ越後、西川遥輝、山﨑康晃

## イベント
- 下関大丸 「超オトナ写真館」[8]
- 大丸 「300年クローゼット」[9]
- OSAKA MILANO DESIGN LINK[10]

## 映像制作
- 相鉄「100 YEARS TRAIN」（二階堂ふみ、染谷将太）：マッシュアップ曲「ばらの花×ネイティブダンサー」（原曲：くるり、サカナクション/ボーカル：yui、ミゾベリョウ）[11][12]

## ショートフィルム
- 映画CAST:[13]
- 1/6ドールの彼女

## 著書
- 『広報の仕掛け人たち』（宣伝会議　公益社団法人　日本パブリックリレーションズ協会　編）